# Demencia cortical
La Demencia cortical es un trastorno psicopatológico de características psiquiátricas.  Se caracteriza por un deterioro psíquico profundo, global y progresivo que altera las funciones psíquicas, especialmente la alteración de la capacidad de invención, juicio y razonamiento.
Algunas enfermedades que corresponden a esta categoría son:
- Alzheimer
- Amnesia
- Afasia
- Apraxia